# Mario Sergio Ortiz Vallejos
Mario Sergio Ortíz Vallejos (* 22. Mai 1929 (nach anderen Quellen am 22. Mai 1922) in Santiago de Chile; † 2. Mai 2006 ebenda) war ein chilenischer Fußballspieler. Er nahm mit der Nationalmannschaft seines Landes an der Fußball-Weltmeisterschaft 1962 teil.

## Karriere

### Verein
Ortíz spielte von 1949 bis 1953 für den Hauptstadtklub CD Green Cross. 1954 wechselte er zu CD Palestino, wo er 1955 seine erste Landesmeisterschaft gewann.  1958 schloss er sich CSD Colo-Colo an. Mit diesem Klub gewann er im selben Jahr den nationalen Pokal und 1960 sowie 1963 zwei weitere Meistertitel. 1966 spielte Ortíz noch ein Jahr für den Zweitligisten CD Luis Cruz Martínez aus Curicó, nach dessen Abstieg er seine aktive Laufbahn beendete.
Er gehörte 1965 zu den Gründungsmitgliedern der Spielergewerkschaft Sindicato de Futbolistas Profesionales de Chile (SIFUP).

### Nationalmannschaft
Zwischen 1956 und 1963 bestritt Ortíz 13 Länderspiele für die chilenische Nationalelf, in denen er ohne Torerfolg blieb.
Beim Campeonato Sudamericano 1957 in Peru wurde Ortíz in drei der sechs chilenischen Spiele eingesetzt.
Anlässlich der Weltmeisterschaft 1962 im eigenen Land berief ihn Nationaltrainer Fernando Riera in das chilenische Aufgebot. Er blieb während des Turniers jedoch ohne Einsatz.

## Erfolge
- Chilenischer Meister: 1955, 1960, 1963
- Chilenischer Pokalsieger: 1958